# Maynard James Keenan
Maynard James Keenan, ameriški pevec rock glasbe, * 17. april 1964, Ravenna, Ohio, ZDA.
Keenan je pevec v več ameriških rock glasbenih skupinah. Zaslovel je s progresivno rock skupino Tool, pri kateri tudi najdlje sodeluje (od leta 1990 - je eden od njenih ustanoviteljev), slavo pa je leta 1999 z vstopom v skupino A Perfect Circle še razširil.
Od leta 2003 je tudi član glasbene skupine Puscifer.